# جوفانا كوفاتشيفيتش
جوفانا كوفاتشيفيتش مواليد 9 أبريل 1996 في بلغراد، هي لاعبة كرة يد صربية تلعب كظهير أيسر. مثلت منتخب صربيا لكرة اليد للسيدت.

## سجل المنافسة
شاركت في البطولات التالية:
- بطولة أوروبا لكرة اليد للسيدات 2016

## روابط خارجية
- جوفانا كوفاتشيفيتش على موقع الاتحاد الأوروبي لكرة اليد (الإنجليزية)